# Uluana
Uluana (Uhiana) ist ein osttimoresischer Ort im Suco Lissadila (Verwaltungsamt Loes, Gemeinde Liquiçá).
Das Dorf liegt im Süden der Aldeia Lebuhae, in einer Meereshöhe von 114 m. Es befindet sich am Ostufer des Emderilua, der zum Flusssystem des Lóis gehört. Westlich liegt das Dorf Lissadila, östlich das Dorf Manuquibia.
In Uluana stehen eine Grundschule, eine Klinik und eine katholische Kapelle.